# Kyriakos Mitsotakis (1968)
Kyriakos Mitsotakis (Grieks:Κυριάκος Μητσοτάκης) (Athene, 4 maart 1968) is sinds 8 juli 2019 de premier van Griekenland. Hij is de partijleider van Nea Dimokratia.
Mitsotakis werd in 2004 gekozen in het Griekse parlement voor Nea Dimokratia. Van 2013 tot 2015 was hij minister voor administratieve hervorming in het kabinet-Samaras. Nadat zijn partij in 2015 de verkiezingen verloor, werd Mitsotakis partijleider en daarmee tevens leider van de oppositie. Zijn partij verkreeg bij de parlementsverkiezingen van 2019 de absolute meerderheid van 158 van de 300 parlementszetels, waarna hij op 8 juli 2019 werd beëdigd als premier.
Kyriakos Mitsotakis is de zoon van Konstantinos Mitsotakis, die premier van Griekenland was van 1990 tot 1993. Zijn zus Dora Bakogianni was onder meer minister van cultuur, minister van buitenlandse zaken en burgemeester van Athene.   
Kyriakos Mitsotakis kwam onder vuur te liggen vanwege een afluisterschandaal, waarbij journalisten, oppositieleiders en ministers zouden zijn afgeluisterd.
- Gemeinsame Normdatei: 1189988259
- International Standard Name Identifier: 0000 0000 4704 647X
- Library of Congress Control Number: no2008095563
- Virtual International Authority File: 1662156317453302350006
- WorldCat: E39PBJmP8h47mCTbxQkYh9d84q